# Costillares (Madrid)
Costillares (más conocido por la denominación no oficial de Pinar de Chamartín) es un barrio situado en el norte de la ciudad de Madrid perteneciente al distrito de Ciudad Lineal. Sus calles principales son la parte final de la calle de Arturo Soria, Jazmín, Caleruega y principio de Golfo de Salónica.

## Historia
En el siglo XIX era un pinar de los habitantes de Chamartín de la Rosa, al otro lado del arroyo Abroñigal, en el límite con el pueblo de Hortaleza.
Desde 1908 a 1971 llegaba el tranvía a este barrio madrileño. Fue utilizado este medio de transporte en varias películas entre ellas Doctor Zhivago de David Lean.[cita requerida]

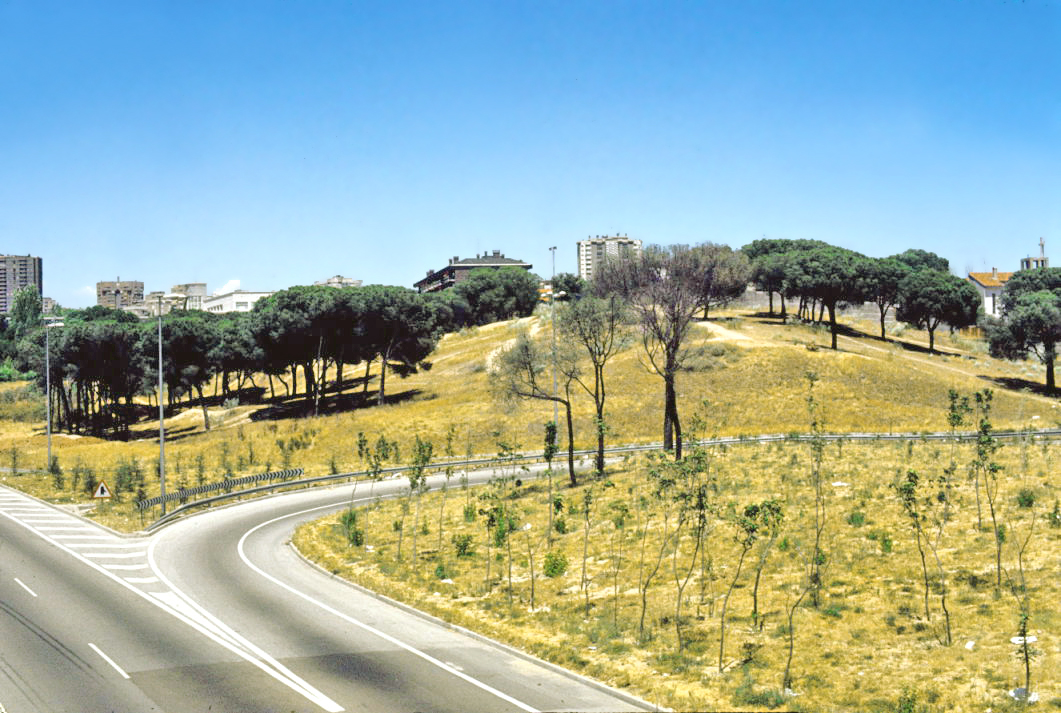
Restos del pinar de Chamartín a comienzos de la década de 1980

El barrio se desarrolló en la década de 1970 con un conjunto de grandes torres residenciales con edificios de hasta veintidós pisos y grandes espacios abiertos. El barrio era un ejemplo del desarrollismo de los últimos años del Franquismo. Se muestra en la película La cabina protagonizada por José Luis López Vázquez.
Junto con los barrios oficiales de Atalaya y Colina, recibe el nombre oficioso de Arturo Soria, por la calle del mismo nombre y arteria principal de los mismos.[cita requerida]

## Geografía y población

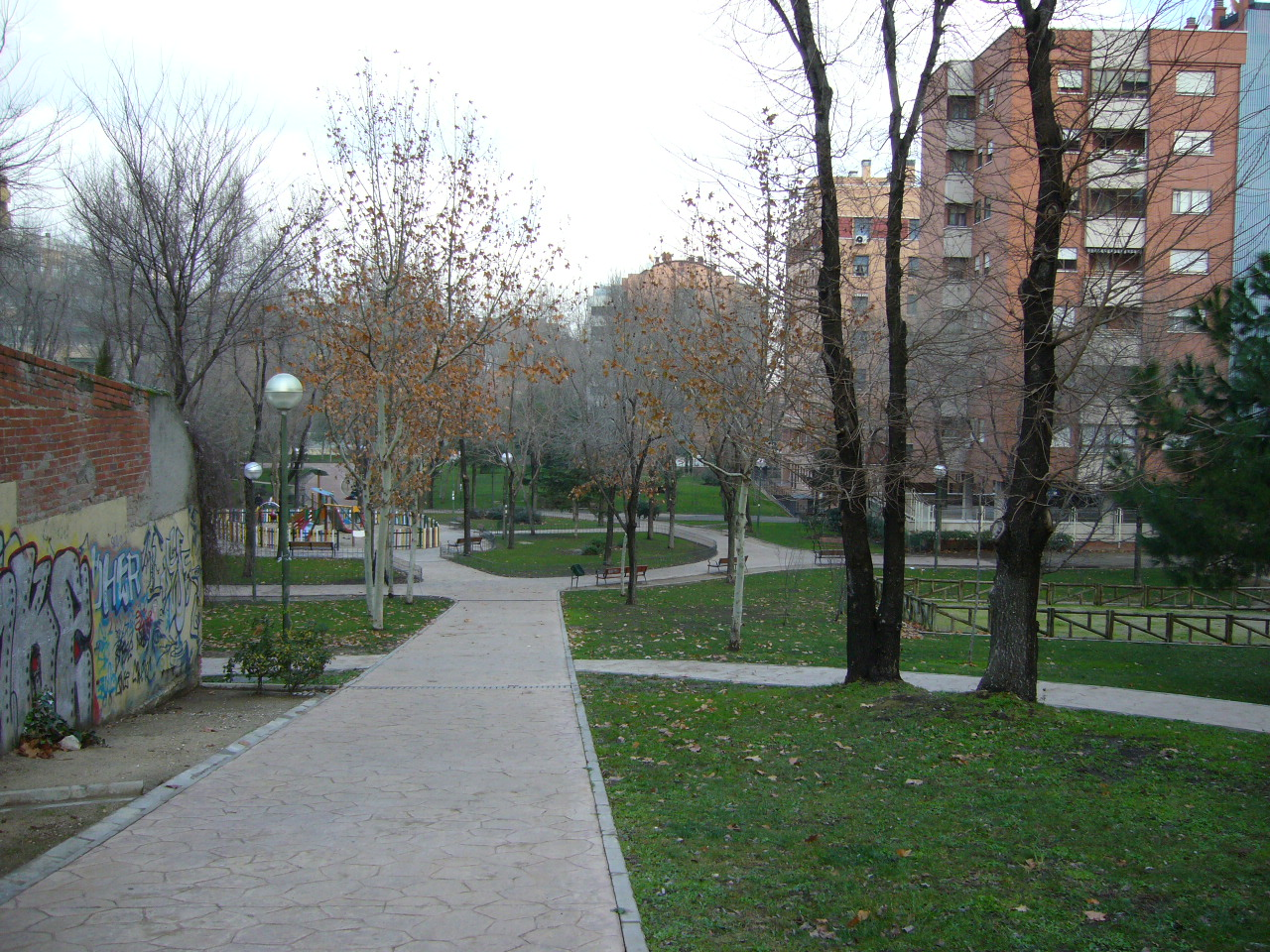
Parque de Pinar de Chamartín desde la calle de las Anémonas

Costillares se ubica en una zona en la que el terreno alcanza una cota máxima de altura de 733 metros sobre el nivel del mar. El barrio cuenta con una población de 22 616 habitantes y el grupo de edad más representado son los habitantes de entre 25 y 29 años.[cita requerida]

## Transportes

### Autobuses
| Línea | Terminales                              |
| ----- | --------------------------------------- |
| 7     | Alonso Martínez – Manoteras             |
| 29    | Felipe II – Manoteras                   |
| 107   | Plaza de Castilla – Hortaleza           |
| 125   | Mar de Cristal – Hospital Ramón y Cajal |
| 129   | Plaza de Castilla – Manoteras           |
| 150   | Sol-Sevilla – Virgen del Cortijo        |
| N1    | Cibeles – Sanchinarro                   |

### Metro
| Línea | Terminales                       |
| ----- | -------------------------------- |
|       | Pinar de Chamartín – Valdecarros |
|       | Argüelles – Pinar de Chamartín   |
|       | Pinar de Chamartín – Las Tablas  |

## Equipamientos sociales

### Para Mayores
- Centro municipal de mayores Carmen Laforet
- Centro de día municipal de alzheimer Carmen Laforet
- Residencia municipal de Mayores Jazmín (Construida por Caja Madrid)
- Centro de día municipal de Alzheimer Jazmín (construida por Caja Madrid)

### Educación
- CEIP Joaquín Turina
- Colegio privado Almazán
- Colegio de Huérfanos de la Armada Nuestra Señora del Carmen
- Escuela Infantil Dina
- Escuela Infantil Cascabel
- Escuela Infantil Nuevo Cascabel
- Escuela Infantil El Pinar
- Escuela Infantil Pública Rocío Jurado
- Centro de Educación Infantil Bilingüe San Jorge School

### Iglesias
- Parroquia de Santa María del Pinar
- Parroquia de San Gabriel de la Dolorosa

### Centros de salud
- Centro médico MDH Pinar . www.mdhcentros.es
- Centro de salud Jazmín
- Centro de enfermos de alzheimer